# Masque de Bahtinov

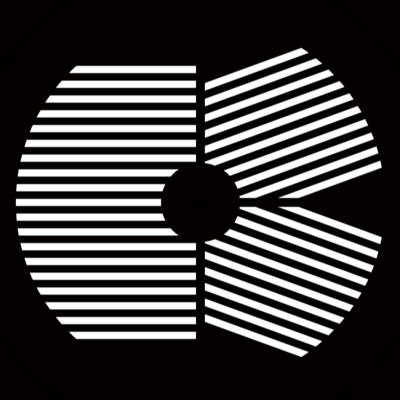
Exemple de masque de Bahtinov

Le masque de Bahtinov est un dispositif permettant de faciliter la mise au point des instruments astronomiques. Il a été nommé d'après son inventeur, l'astronome amateur russe Pavel Bahtinov. 
Le masque est constitué de trois grilles distinctes, orientées selon trois angles différents, de façon à produire une légère diffraction pour chaque grille, à la focale de l'instrument lorsque celui-ci pointe une étoile suffisamment brillante.
Lorsque la mise au point est modifiée, les éléments de diffraction forment des petits « traits » en forme de « X » qui partent de l'étoile, et le trait central semble se déplacer de haut en bas. La mise au point est optimale lorsque le trait central est centré sur l'étoile et positionné symétriquement par rapport aux deux autres traits. De ce fait, les mises au point approximatives sont rapidement décelées.

## Utilisation

Simulation de la diffraction à travers un masque de Bahtinov, obtenue à partir du logiciel Maskulator.

L'amélioration de la mise au point est une problématique importante pour tous les amateurs d'astronomie qui utilisent une lunette ou un télescope, et tout particulièrement pour les personnes souhaitant faire de l'astrophotographie.
L'utilisateur place le masque à l'ouverture de son télescope ou de sa lunette astronomique, dans la même orientation si possible à chaque fois, pour que la correction puisse être réalisée dans le même sens. La rotation du masque à 180° entraine un renversement de la correction à apporter à la mise au point. Cette technique de mise au point nécessite un ciel de bonne qualité et le pointage d'une étoile de magnitude importante sans quoi, il sera difficile d'observer les traits de diffraction. Lorsque la mise au point est terminée, le masque est enlevé.

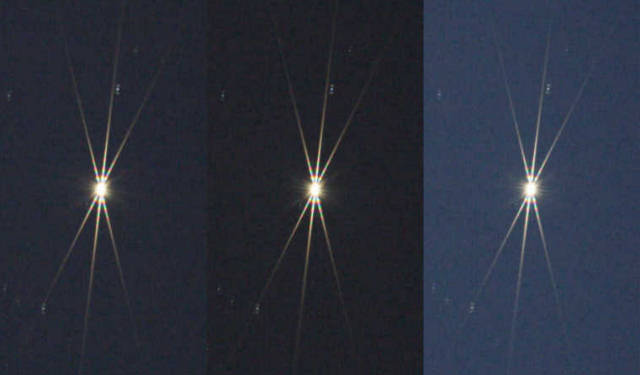
Exemple de diffraction produite par un masque de Bahtinov. L'image centrale montre une bonne mise au point. Sur les images de gauche et de droite, le trait central n'est pas correctement positionné pour une bonne mise au point. La déviation du trait central nous indique la correction à apporter pour que notre mise au point soit parfaite.